# Domènec Alexandre Kazanoswski
Domènec Alexandre Kazanoswski (en polonès Dominik Aleksander Kazanowski) va ser un noble de la Confederació de Polònia i Lituània, nascut el 1605 i mort el 1648, voivoda de Braclaw, fill de Marcin Kazanoswski (1565-1636) i de Caterina Starzycka (1578-1647).

## Matrimoni i fills
El 1640 es va casar amb Anna Potocka (1615-1690), filla de Stefan Potocki de Braclaw (1568-1631) i de la princesa Maria Mohylanka (1592-1638). Fruit d'aquest matrimoni va néixer:
- Marianna Kazanowska (1643-1687), casada amb Estanislau Joan Jablonowski (1634-1702).
- Helena Kazanowska.